# Gymnostomum lingulatum
Gymnostomum lingulatum là một loài Rêu trong họ Pottiaceae. Loài này được Rehmann ex Sim mô tả khoa học đầu tiên năm 1926.